# Born to Be with You (album)
Albums de Dion
Suite for Late Summer
(1972) Streetheart
(1976)
Born to Be With You est un album de Dion, produit par Phil Spector et sorti en 1975.

## L'album
Il fait partie des 1001 albums qu'il faut avoir écoutés dans sa vie. 

### Titres

#### Face A
| No | Titre                                                                                            | Durée |
| -- | ------------------------------------------------------------------------------------------------ | ----- |
| 1. | Born to Be with You (Don Robertson)                                                              | 6:51  |
| 2. | Make the Woman Love Me (Barry Mann, Cynthia Weil)                                                | 4:33  |
| 3. | Your Own Back Yard (Dion DiMucci, Tony Fasce)                                                    | 3:50  |
| 4. | (He's Got) The Whole World in His Hands (traditionnel, arrangé par Phil Spector et Dion DiMucci) | 3:21  |

#### Face B
| No | Titre                                                        | Durée |
| -- | ------------------------------------------------------------ | ----- |
| 1. | Only You Know (Gerry Goffin, Phil Spector)                   | 4:45  |
| 2. | New York City Song (Dion DiMucci, Bill Tuohy)                | 3:45  |
| 3. | In and Out of the Shadows (Gerry Goffin, Phil Spector)       | 4:18  |
| 4. | Good Lovin' Man (Phil Spector, Dion DiMucci, A.J. Bernstein) | 3:47  |

### Musiciens
- Jeff Barry, Gary Coleman, Steve Douglas, Alan Estes, Gene Estes, Steve Foreman, Terry Gibbs, Emil Richards : percussions
- Hal Blaine, Frank Kapp, Jim Keltner : batterie
- Dennis Budimir, David Cohen, Perry Cole, Jesse Ed Davis, Dion DiMucci, Barney Kessel, Dan Kessel, David Kessel, Ron Koss, Art Munson, Don Peake, Bill Perry, Thom Rotella, Wally Snow, Phil Spector : guitare
- Conte Candoli, Jim Horn, Bobby Keys, Don Menza, Jay Migliori, Fred Selden : cor d'harmonie
- Jimmy Getzoff : cordes
- Tom Hensley, Barry Mann, Joe Sample, Andy Thomas, Mike Wooford : piano
- Ray Neopolitan, Ray Pohlman, Klaus Voormann : basse
- Nino Tempo : cor d'harmonie, saxophone
- Orchestre avec l'effet Wall of Sound de Phil Spector